# Malo telo Osončja
Malo telo Osončja je leta 2006 določila Mednarodna astronomska zveza kot telesa v Osončju, ki niso niti planeti niti pritlikavi planeti na naslednji način:
To so telesa, ki krožijo okrog Sonca, in jih imenujemo »Mala telesa Osončja« …. Sedaj vključujejo vse asteroide, večino čezneptunskih teles, kometov in ostalih manjših teles.

(resolucija 5A)
Mala telesa Osončje torej vključujejo
- planetoide razen pritlikavih planetov
  - asteroide (razen največjega 1 Ceres)
  - kentavre in Neptunove trojance
  - čezneptunska telesa (razen pritlikavih planetov Plutona in Eride)
- vse komete

Trenutno ni jasno, če bo spodnja velikost v bodočnosti povezana z definicijo malega telesa ali pa se bo definicija nanašala na vsa telesa navzdol do velikosti meteoroidov. Nekatera od malih teles Osončja bodo verjetno v prihodnosti opredeljena kot pritlikavi planeti (to je odvisno od tega, če so v hidrostatičnem ravnovesju ali ne).
Večina malih teles se nahaja na dveh področjih, v asteroidnem in v Kuiperjevem pasu. Tudi druga področja vsebujejo mala telesa, to so blizuzemeljski asteroidi, kentavri, kometi in telesa razpršenega diska.
Najmanjša makroskopska telesa, ki krožijo okoli Sonca, so meteoridi. Na področju okoli Sonca so še medplanetarni prah, delci sončnega vetra in vodik.